# Traversari
Traversari (ali domus Traversariorum, po srednjeveških kronistih) so bili plemiška italijanska družina, ki so se proslavili ne le kot vitezi, kapitani in vojvode, ampak tudi kronane ženske in kraljice ter duhovniki, redovniki, škofje in svetniki. Zgodovina rodbine je bila večinoma povezana z Raveno, ki ji je vladala med 12. in 13. stoletjem. Sveti Romuald je bil sin ravenskega vojvode Sergia degli Onestija in Traversare Traversari, hčere Teodora Traversarija, sina Paola I. Traversarija.

## Legendarni izvor
Po legendi izvor rodbine sega v 5. stoletje. Prednik je bil neki Teodoro, general Herulov, ljudstva pod vodstvom kralja Odoakerja, ki je leta 476 prevzel nadzor nad Italijo. Ta Teodoro naj bi sredi ravnine, ki jo je ustvarila reka Lamone, ustanovil grad, imenovan grad Traversara, po katerem naj bi kasneje njegovi potomci prevzeli priimek.
Po Odoakerjevi smrti (okrog leta 490) je Teodoro Traversari prešel v službo k novemu osvajalcu, Teoderiku, kralju Gotov, in bil imenovan vojvoda; ta naslov pa je bil prenesen na njegove potomce. Teodoro je bil imenovan za ravenskega prefekta; kasneje je postal patricij, nato je bil izvoljen za konzula. Po Teoderikovi smrti je Italija začela hitro propadati. Leta 553 so Bizantinci dokončali osvajanje italijanskega polotoka in ustanovili svojo prestolnico v Raveni. V obdobju bizantinske nadvlade so Traversari zasedli več pomembnih položajev.
Zagotovo je znano, da so Traversari prišli iz istoimenskega kraja, ki je zdaj izginil in je bil med Raveno in Forlivesejem (natančneje, malo južneje od S. Pietra in Vincoli in S. Pietra in Campiano), starodavne župnijske cerkve.

## Zgodovina

### Srednji vek
Girolamo Rossi je skiciral družinsko drevo hiše v knjigi Historiarum ravennatum books (1572). Zapisal je, da je prvi uporabil oznako »Traversaria« neki vojvoda Pavel, ki je umrl leta 947. Veja rodbine se je okoli leta 1000 preselila v Benetke, kjer je dobila status patricijev. Od tod so prevzeli nov priimek, kot ga je plemiška beneška družina imenovala "Lezze". Glavna veja družine je ostala v Romanji.
Družina Traversari je imela posesti v Raveni in na podeželju ter imela prevladujočo vlogo v mestu. Traversari so razširili svoj vpliv na večji del severnega Jadrana. Leta 1024 je imel Rustico Traversari posesti v Adrii, Comacchio, Raveni, Cervii, Imoli, Faenzi, Riminiju, Jesi in Anconi.
Alberto Traversari (1060–1137) je služil pod zastavami cesarja Lotarja II. Njegov brat Giovani Traversari je umrl leta 1158 med obleganjem Milana v boju pod cesarjem Friderikom I. Barbarosso. Njihova sestra Sofija je bila poročena s Petrom, vojvodo Onestijev, medtem ko je drugi brat, Viljem, povečal moč njihove vladavine in se poročil z Marseilles, nečakinjo grofice Matilde Toskanske. Leta 1180 je Peter Traversari II. (sin Viljema) spremljal Friderika na njegovem srečanju v Benetkah s papežem Aleksandrom III., kasneje pa je gostil cesarja v svoji palači v Raveni. Naslednje leto je bil Peter prvi iz družine, ki je bil imenovan za ravenskega podeštata.
Pod družino Traversari je Ravena postala glavno mesto gibelinske frakcije v Romanji. Kljub temu, da se je Peter poročil z Emilio Guidi, sta se družini Traversari in Guidi v 1190-ih borili za posest Dovadole in nekaterih gradov na območju Faenze.
Pietro III. Traversari (sin Petra II.) je bil tako kot njegov oče zaščitnik pesnikov in umetnikov. Rojen leta 1145 je bil ravenski podeštat od 1218 do 1225. Pred Petrom III. so bili Traversari dokumentirano podeštati mesta v letih 1181, 1182, 1188, 1189, 1196, 1200, 1202, 1213 in 1216. Leta 1226 je Peter gostil cesarja Friderika II. in mu pomagal v boju proti Langobardski ligi. Pavel je bil ponovno podeštat leta 1229 in 1233. Friderik II. je dobil tudi naslov grofa Riminija.
Pri 14 letih se je Paolo II. Traversari (sin Pietra II.) poročil z Beatrice Nontivoglia. Paolo II. in Beatrice sta imela dvanajst otrok, vključno s Katarino, ki je bila babica Francesce da Rimini. Katarina se je poročila z Lambertom da Polento in imela sina Guida Magna, ki je bil oče Francesce, katere umor je zapisal Dante Alighieri v svoji Božanski komediji (Canto V – Pekel). Francescina smrt (nekateri poročajo 1283, drugi 1284) se je zgodila z roko njenega moža Gianciotta Malatesta iz Riminija, ki jo je ujel, ko ga je varala s Paolom, Giangiottovim bratom. Takrat se je dejstvo o krvi zamolčalo, sodobniki so ga imeli za skoraj "opravičljivo" in zanj ne bi slišali, če ga Dante Alighieri ne bi ovekovečil v svoji Božanski komediji.

### Izgon iz Ravene
V Romanji sta se moči Traversarijev zoperstavila grofa Bagnacavallo in Cunio, v Raveni pa družina Dusdei, ki jo je vodil Guido, ki ga je nasledil njegov sin Ubertino. To je leta 1218 privedlo do odprte vojne. 2. oktobra 1218 so Traversari napadli Dusdeje in njihove zaveznike ter jih prisilili, da so zapustili mesto. Novembra so se izgnanci maščevali z uničenjem posesti Traversari v Bertinoru.
Leta 1239 se je družina, potem ko je bila gibelinska podpornica cesarja, postavila na stran propapeških gvelfov. Cesarjev odziv je bil takojšen. Friderik II. je po treh dneh obleganja osvojil Raveno in pregnal Traversarie (15. avgusta 1240). V izgnanstvu se je Traversara Traversari poročila s Tommasom Foglianijem iz Reggia, grofom Romanje in nečakom papeža Inocenca IV., ki se je lahko vrnil v Raveno. Ob njegovi smrti se je Traversara poročila s Štefanom, sinom Andreja, vojvode Kalabrijskega. Zadnja volja Friderika II. (umrl leta 1250) je Ayci Traversari (hčerki Paola II. Traversarija) omogočila, da se vrne v Raveno in po več sporih ponovno prevzame posest družine. Med letoma 1253 in 1270 je bilo v Raveni obdobje relativnega miru, zahvaljujoč nadzoru nadškofa Filipa, toda po njegovi smrti so se spori, v katere so bili vpleteni Traversari, da Polenta, Malatesta in Montefeltro, nadaljevali.

### Padec Ravene
Leta 1275 je Teodoro Traversari (Anastasijev sin) izgubil položaj ravenskega podeštata, ki mu je od takrat vladal da Polenta. Družina se je večinoma naselila v Benetkah, nekateri člani pa so se preselili v Apenine, v Portico di Romagna in v dolino Montone. Da Polenta in njihovi nasledniki Traversarijem niso dovolili vrnitve v Raveno.
Teodoro Traversari je skupaj s sinom Giovannijem odšel v izgnanstvo v Konstantinopel. Taddeo Traversari s svojima sinovoma Pietrom in Tommasom je bil najemniški kapitan pod zastavo nemškega cesarja Ludvika IV. Bavarskega. Rod sta nadaljevala Giacomo Traversari, sin Petra VI., in njegov sin Loth, dedek sv. Ambroža Traversarija. Leta 1431 je Ambrose postal generalni prior kamaldolskega reda.
V Porticu di Romagna, ki ga je ogrožal Manfredi Faenza, so Traversari prisegli pokorščino [[Florentinska republika|Florentinski republiki]g. Nekateri Traversari so prevzeli priimek Fabbri in še dolgo uporabljali ta priimek, kot je zapisano v firenških občinskih dokumentih. Obstajajo tudi zapisi o Traversariju v Istri, ki je verjetno prišel iz Benetk. Med potomci je bil leta 1443 humanist Luigi Traversari, profesor na univerzi v Padovi.

## Traversari in umetnost
Imena Pietra Traversarija in drugih družinskih članov so omenjena v pesmih trubadurjev, kot je William de la Tor, Alberto iz Sisterona, Amerigo iz Peguilhana. V italijanski literaturi je družino Traversari omenil Dante Alighieri (v Božanski komediji). Pietra III. (okoli 1145 - 1225) omenja kot primer prebivalcev Romanje njegovega časa, ki so izgubili dobre lastnosti svojih prednikov (Canto XIV - Vice). Paolo II. Traversari (sin Pietra II.) je citiran v zgodbi Novellino Giovannija Boccaccia (Dekameron, dan V). To zgodbo je leta 1483 ilustriral Sandro Botticelli.